# 炎の肖像
『炎の肖像』（ほのおのしょうぞう）は、1974年12月28日に公開された日活製作配給による日本映画。当時絶大な人気を誇った"ジュリー"こと沢田研二の初主演映画。企画提携・渡辺プロダクション。監督は藤田敏八と加藤彰。
沢田は、ザ・タイガースのメンバーとして、「ザ・タイガース 世界はボクらを待っている」（1968年）など3作に主演しているが、ソロになってからは本作が初の主演映画である。
ジュリーの愛称で人気のあるロック歌手・鈴木二郎を主人公に、虚構と現実を混在させながら、自由とロマンを求める若者の孤独と苦悩を描いた青春ドラマ。
マスコミを通じて作られた虚像と、暴力や性衝動への志向性を秘めた実像を持つ、一人のスーパースターを通して、その日常性や、押し寄せる疎外感を描き出した異色の青春映画。

## 解説
監督は日活ロマンポルノと一般映画で多くの佳作を残した藤田敏八と、ロマンポルノの主力監督の一人だった加藤彰。脚本は後に『スローなブギにしてくれ』（1981年）、『水のないプール』（1982年）などを手がける内田栄一。本作の冒頭で沢田に対するインタビューが収録されているが、このインタビュアーを務めているのが内田。滑舌が悪く車の騒音に被せて行われるため聞き取りにくくなっており、インタビュー内容も沢田が喧嘩早いかを聞きたいだけなのかと思える薄いものとなっている。撮影はベテラン・山崎善弘が担当している。

## あらすじ
喧嘩をして血まみれの姿のまま、波間に揺れる廃船に横たわる男。彼の名は鈴木二郎。ジュリーの愛称で人気のロック歌手だ。浜辺にたどり着いた彼は、既にいない喧嘩相手に悪態をつきながらホテルに戻る。部屋では、年上の恋人である小林絵里が待っていた。激しく絡み合う二人。喧嘩の一部始終をみていたという絵里は、「死んじゃえばよかったのよ、あんたなんか」と二郎にいう。画家である絵里の絵を「面白くなくなってきた」という二郎に、「柄にもなく、当たり前の女になろうとしたからね」と答える絵里。年上の女の偏愛の煩わしさに部屋を出る二郎。あてもなく歩いていた二郎に、トラック運転手の星野が声をかける。
その頃、電車に乗っていた絵里は東京まで乗り越すことを車掌に告げていた。星野と一緒に立ち寄ったドライブインで、駐車してあった車を免許もないのに運転してぶつけてしまった二郎は走って逃げてしまった。一方、操車場で画材と共に倒れている絵里が遺体で発見された。数日後、二郎の部屋の前にいたきりこという少女を連れて、二郎の父親が訪れてきた。彼女は近くの喫茶店で待っている友人・小林ひろと会ってほしいという。ひろは死んだ絵里の妹であることを告げられた二郎は、喫茶店でひろと会うことにした。二郎を前にしたきりことひろは、絵里が死んだのは二郎のせいだと詰め寄る。「絵里が死んだんは俺のせいやとして、この俺にどうせっちゅうんや」と開き直る二郎。「こんな可愛い妹さんがいるなんて聞いてなかったな」という二郎に平手打ちを見舞って店を出て行くひろ。「一緒に食事にでもいこうよ。呼び戻してこいよ」という二郎に、「それがあなたの手口なのね」と捨てぜりふを残してひろの後を追うきりこ。
数日後、乗っていた電車から、偶然売店で働くきりこをみかけた二郎は、反対方向の電車に乗り換えてきりこを見かけた駅まで戻る。仕事が終わるまで待っていた二郎はきりこに話しかけるが、「痴漢だ」と騒がれてしまう。強引にきりこの手をとってガード下まで連れてきた二郎に、きりこは元々二郎のファンで嫌がっていたひろを無理矢理連れて行ったのは自分であることを告げる。「会ってくれなかったら投書してやろうと思っていた」というきりこに突然キスをする二郎。「それがお前の手口かよ」という二郎に、「あなたの手口がみたかったのよ」というきりこ。「投書でも何でもご自由にどうぞ」と言い残して二郎は去っていく。数日後、ひろと電車に乗っている二郎。目的も行方も知らされていないらしいひろは二郎に抗議する。二郎は、「あいつが悪いんだよ」と、一緒に誘ったのに来なかったらしいきりこを責める。二郎がひろを連れて行ったのは絵里と最後に過ごした海辺のホテルだった。「私をどうしようっていうの」と聞くひろに「何もしない」と答えた二郎は、ひろをモーターボートで沖に連れていく。通りかかった船に自分だけ乗り移った二郎は、ひろを置き去りにしたまま岸に戻ってしまう。ひろを助けに行って構わないと、通りかかった船の主に告げた二郎は、「俺、あいつ、捨てたんや」と言い残して立ち去る。
その道すがら、偶然絵里と最後にあった日に喧嘩した相手・大門正明と遭遇した。意気投合した二人は、大門の車で、星野と行ったドライブインに行く。二郎が車をぶつけてしまった店だ。あの日、ジャンパーをくれた星野に、なぜか二郎は会いたかった。しかし、二郎が車をぶつけてしまったことを憶えていた店員に騒がれ、二人は警察に連行される。父親が身元を引き受けにきた大門と警察署の前で別れると、停まっている星野のトラックが目に入った。食堂の店員に聞いたという星野が迎えにきてくれたのだ。「うちまで送ってやる」という星野に、「このまま乗っていってもいいかな」という二郎。妊娠した女房を実家まで連れていくため、途中から乗ってくるからダメだという星野に、二郎は「そこまででいいから」と頼み込む。車内で星野が元ボクサーで、誤って対戦相手を死なせてしまうという過去をもっていることを聞く。星野の女房は、その時の対戦相手の妻だという。星野の妻と入れ替わりに二郎が降ろされたのは郡山だった。部屋に戻った二郎を父親ときりこが待っていた。「この間はいけなくてごめんなさい。ひろは?」と問いかけるきりこに「関係ないよ」と素っ気なく答えた二郎は、きりこを引き寄せてキスをする。様子を察した父親が気を利かせて出かけると二人は激しく抱き合う。
壁にいたゴキブリを手に取り、「俺んち、冬でもゴキブリが出るんや。俺や。俺みたいなもんや」といいながら笑いかける二郎。「あんた、なんちゅう名前やっけ」という二郎に「きりこ。ジュリーはなんでジュリーっていうの?」と尋ねるきりこ。「それはやねえ…」と話し出す二郎。二人だけの時間は静かに過ぎていくのだった。

## キャスト
- 沢田研二：鈴木二郎
- 秋吉久美子：今西きりこ
- 地井武男：星野正弘
- 大門正明：大久保和夫
- 中山麻理：小林絵里
- 原田美枝子：小林ひろ
- 中島葵
- 五條博
- 神山勝
- 白井鋭
- 影山英俊
- 賀川修嗣
- 薊千露
- 井上堯之バンド：バンド・メンバー
  - 井上堯之
  - 大野克夫
  - 岸部おさみ（現・岸部一徳）
  - 速水清司
  - 田中清司
- 内田裕也
- 佐野周二：二郎の父親
- 悠木千帆（現・樹木希林）：食堂の従業員
- 朝丘雪路：スナックのママ（特別出演）[1]

## スタッフ
- プロデューサー：伊地智啓
- 脚本：内田栄一
- 音楽：井上堯之、大野克夫
- 撮影：山崎善弘
- 美術：徳田博
- 編集：井上治
- 録音：紅谷愃一、高橋三郎
- 照明：新川真
- 記録：浅石靖
- 助監督：八巻晶彦
- 監督：藤田敏八、加藤彰
- 製作/配給：日活

## 製作
日活は1974年の製作方針としてロマンポルノ主軸は変わらないが、二週間興行ができる一般映画の大作を半期3番組程度公開し、74年下半期のシルバーウィークと正月にこれを配置し、月間2億円の配収を目論んだ。この年春に公開した一般映画第一弾『赤ちょうちん』、夏に公開した『妹』、秋公開の『バージンブルース』の好評を得て、本作と併映『宵待草』は日活の1975年度正月映画となる。邦画洋画とも各社超強力なラインナップが揃う1975年正月興行に沢田の主演映画を配置でき、日活としても勝負がかかる作品となった。日活の次番組は『実録 元祖マナ板ショー』と『秘本むき玉子』の二本立てである。勝負作ということもあり、通常ローテーションであるロマンポルノの女優は一切出さない。
沢田は、本作公開直前の1974年12月2日に東京体育館で、「ヘイ!ジュリー ロックンロール・サーカス」と題したライヴを行っている。このライヴでの模様は、本作の後半部分で登場する。劇映画部分の合間、あるいは交互に挿入されるジュリーのステージシーンは圧巻。「ロックンロール・サーカス」とは、1968年12月にBBCがクリスマス特番としてローリング・ストーンズ主演でジョン・レノン、エリック・クラプトン、ザ・フーといった超豪華な面々が出演したTV番組名で、出来に満足しなかったローリング・ストーンズのミック・ジャガーの反対により、放映されることなく、1996年にVHSでリリースされるまでお蔵入りとなっていた。沢田がローリング・ストーンズの熱心なファンであることからも、日本版「ロックンロール・サーカス」を目指したといわれている。ストーンズナンバーとしては「ホンキー・トンク・ウィメン」を歌う。

### 脚本
ザ・タイガース時代はトップ・アイドルとして「星の王子様」的な存在だった沢田が、本作ではワイルドでダーティーな大人の男への脱皮を図っている。冒頭から、荒っぽい言葉を駆使しての喧嘩シーンや、人気アイドルとは思えないような過激なベッドシーンもあり、またしばしばブリーフ一丁のシーンも多く、ザ・タイガース時代の主演映画とは完全に異なったキャラクターを演じている。冒頭中山麻理と、後半秋吉久美子と見せる濡れ場は堂に入ったもの。そのあまりのギャップとストーリーの過激さは、ジュリーファンには衝撃であったかもしれない。
『シナリオ』1975年2月号の作品紹介には「ジュリーこと、沢田研二の分身ともいえる孤独な青年を主人公とした異色の青春ドラマ。孤独な青年の悲しみをと苦しみを理解出来ず、一人の女は命を絶ち、一人は青年の求めを拒絶し、三人目の女は青年をころすことで繋がりを清算する…現代のシラケの時代に自由とロマンを求めて直線的に行動する青春のドラマは意外な展開を見せる」と書かれている。このうち「命を絶つ女」は中山麻理で、「求めを拒絶する女」が原田美枝子だとすると「青年をころす女」は秋吉久美子になるが、青年沢田は殺されない。完成品がシナリオ決定稿と異なることは珍しいことではないが、プレスシートに書かれたあらすじと、中盤以降全く異なる展開となっている。当初、沢田演じる鈴木二郎は、終盤で刺される設定となっていたが、本作ではそうしたシーンはなく、当初のエンディング・シーンとなっていた水に浮かぶ二郎も、本作では数秒のカット程度となっている。

### 撮影
主役の鈴木二郎は、ジュリーという愛称で人気のロック歌手であり、実在の沢田とオーバーラップする。沢田は全編京都弁を喋る。意図的に虚実をないまぜにし、沢田のインタビューやライヴ・シーンを盛り込んだりする作風は時代を感じさせる。沢田のライヴ・シーンでは、井上堯之バンドの貴重な演奏シーンが見られるのも、この映画の醍醐味の一つである。俳優に転向する以前の岸部一徳による激しいベースプレイなども収録されている。
20分過ぎに1974年9月28日にハワイで行われた沢田とフィンガー5のジョイントコンサートのシーンがあり（フィンガー5は映らない）、今日のライブでは大きな収益の柱になるグッズ物販が、レコードやTシャツ、ブロマイドなど10点程度しかない。
鈴木二郎（沢田）と関係のあった小林絵里（中山麻理）が自殺し、絵里の妹・小林ひろ（原田美枝子）と友人・今西きりこ（秋吉久美子）が、喫茶店で沢田を問い詰めるシーンで、沢田の顔がドクローズアップになったセリフの口の動きとアフレコが合ってないシーンがある。
朝丘雪路がママを務めるスナックで、二郎が父親（佐野周二）と飲むシーンでは、店の入口からカメラがゆっくり移動、二郎と父親の後ろを通過し、店の厨房手前まで移動する約2分の長回しがあるが、手持ちカメラが揺れまくり酔いそうになるヘタな撮影。

## ロケ地
沢田が自転車に乗るシーンは神宮球場前、寝転ぶのは神宮第二球場。動き出した山手線車両内から沢田が、Kioskで働く秋吉を見つけるのは渋谷駅ホーム。原宿駅まで山手線に乗り、反対方向の山手線に乗り込む沢田を後方から映す。秋吉の仕事が終わるのを待ち、渋谷駅前で沢田が秋吉の腕を引っ張る。山手線沿いの人気のない場所での沢田と秋吉の件はとても淫靡でいいシーンだが、秋吉が可愛過ぎるあまりか、必要以上にカメラが秋吉の顔に寄り過ぎ、観る側にカメラの存在を意識させる。この後、坂道を歩く沢田が、突然「俺はジュリーや!」と叫ぶと、通りすがりの女の子が「あっジュリー!」と反応するシーンがあり、ゲリラ的な撮影が行われていた事を示唆している。その後、渋谷スクランブル交差点を「追憶」を口ずさみながら歩く。「追憶」は後半、福島県郡山市ロケの共立レコード郡山店内からも流れる。冒頭と同じ海に小林ひろ（原田美枝子）を連れて行き、海に置き去りにした後、樹木希林が働く食堂で暴れて連行される警察は山梨県上野原市の警察。劇中、何度か海は東京からそう遠くない場所と示唆されるため、何故山梨にワープするのか分からない。山梨で気の合った長距離トラック運転手・星野正弘（地井武男）のトラックを偶然見つけ、北海道旭川市まで行くトラックに同乗し、地井の妻が福島県郡山で乗り込んで来たため、郡山で下車。郡山ではレコード店の隣が東映系の映画館か、アンコール上映として『三代目襲名』『まむしの兄弟 二人合わせて30犯』『恐怖女子高校 不良悶絶グループ』、12月14日公開（全国封切は11月22日）として『極道VS不良番長』『逆襲! 殺人拳』のポスターが掛かる。

## 同時上映
- 『宵待草』